# 조선민주주의인민공화국 4천톤급 잠수함
조선민주주의인민공화국 4천톤급 잠수함은 2017년 2월 8일, 김정은 위원장이 “다연장 로켓을 발사할 수 있는 4천톤 이상급 잠수함을 빨리 건조해야한다”고 당중앙 군사위원회와 전략군사령부 등에 지시함에 따라 현재 건조 중에 있는 것으로 파악되는 조선민주주의인민공화국의 신형 잠수함이다.
정보가 너무 부족하여 자세한 제원은 알 수 없지만 SLBM발사관 6개 정도가 탑재되지 않을까 추측된다.
참고로 조선민주주의인민공화국은 2019년을 기준으로 SLBM을 발사할 수 있는 잠수함 발사 플랫폼으로 신포급 잠수함, 3천톤급 잠수함을 보유하고 있다.

## 역사
대한민국의 전문가들은 이 잠수함이 신형 건조가 아니라, 구형 러시아 골프급 잠수함을 개조한 것으로 본다.
2017년 2월 8일, 김정은 위원장은 "다연장 로켓을 발사할 수 있는 4천톤 이상급 잠수함을 빨리 건조해야한다"고 당중앙 군사위원회와 전략군사령부 등에 지시했다.

## SLBM
대한민국은 4천톤급이 SLBM 3발을 탑재할 것이라고 분석한다. 그러나 골프급 잠수함은 3천톤급이 SLBM 3발, 4천톤급이 SLBM 6발을 탑재했었다.

## 토마호크
러시아 21인치 어뢰관 길이는 8 m를 넘는다. 서방 21인치 어뢰관 길이는 6.6 m이다. 백상어 어뢰 참조. 21인치 중어뢰관에는 토마호크 미사일을 발사할 수 있다. 중어뢰와 생김새는 같은데, 수중에서는 로켓 부스터로 수상으로 점프해 공중에서 제트엔진을 점화해서 날아가는 순항 미사일이다.
미국 토마호크 미사일의 길이가 5.5 m, 부스터 길이가 0.7 m인데, 러시아 Kh-55의 길이는 7.2 m, 부스터 포함 7.9 m이다. 연료통이 1.7 m 길어지므로 사거리가 엄청나게 늘어난다. 150 kt 수소폭탄을 탑재한 토마호크 미사일이 사거리 2500 km 인데, 250 kt 수소폭탄을 탑재한 Kh-55는 사거리 4500 km이다. 서해의 잠수함에서 발사하면 동남아를 모두 커버하고, 인도 대부분의 지역까지 핵공격 범위에 들어간다. 고도 30 m로 10시간이나 저속으로 비행해 목표물을 정확히 타격한다.
조선민주주의인민공화국 3천톤급 잠수함, 조선민주주의인민공화국 4천톤급 잠수함은 길이기 간 러시아식 21인치 어뢰관을 탑재했을 것으로 추정되지만, 다행히도 조선민주주의인민공화국이 Kh-55를 시험발사하며 자랑하지는 않고 있다. 그러나 이란이 Kh-55를 도입했기 때문에, 조선민주주의인민공화국도 곧 Kh-55를 잠수함에 탑재할 가능성이 없지 않다.
한국의 토마호크는 현무-3라고 부른다.
마침, 트럼프 대통령은 한국과 일본에 지상배치형 토마호크 핵순항 미사일을 배치해 중국과 조선민주주의인민공화국에 대응하겠다고 천명했다. 몇개월 안에 배치할 것이며, 한국과 일본에 동의를 구한 적은 없다. 베이징에서 부산까지 1200 km, 대마도까지 1300 km 떨어져 있다.

## 25.5인치 어뢰
러시아 잠수함은 21인치 어뢰와 25.5인치 어뢰를 사용하고, 서방 잠수함은 21인치 어뢰를 사용한다. 그런데 이스라엘 해군이 서방에서는 특이하게 독일 잠수함 제조사에 25.5인치 어뢰관 장착을 요구했다. 핵미사일 발사용이다. 팝아이 미사일 4발이 25.5인치 어뢰관 하나에 들어간다고 한다.
조선민주주의인민공화국의 잠수함에 25.5인치 어뢰관은 없지만, 개조하여 장착할 경우, 엄청나게 거대한 순항 미사일을 탑재할 수 있게 된다. 그러나, 러시아 중국에서 25.5인치 어뢰관용 순항 미사일을 개발했다는 보도는 없어서, 별로 큰 걱정은 필요없다.
러시아의 25.5인치 어뢰 제원을 보면, 직경 650 mm, 길이 11 m이다. 이런 크기의 순항 미사일을 개발해 발사하면 사거리가 10,000 km 도 될 여지가 있다.

## 같이 보기
- 조선민주주의인민공화국 3천톤급 잠수함